# Peinture de style troubadour
Pour l’article homonyme, voir Troubadour (homonymie).
La peinture de style troubadour est une peinture de genre à prétention historique, anecdotique et édifiante qui émerge principalement en France au moment de la Restauration et qui se caractérise par une réappropriation de l'imaginaire du Moyen Âge.
Si techniquement, elle hérite d'une certaine manière de la peinture néerlandaise du XVIIe siècle, elle s'inscrit surtout dans la lignée du style néogothique anglais, s'en nourrissant, au point de marquer profondément la peinture de l'époque romantique française : son gros succès auprès des publics est évident, on parle de mode et d'engouement, qui s'épuisent avec la révolution de 1848.

## Histoire

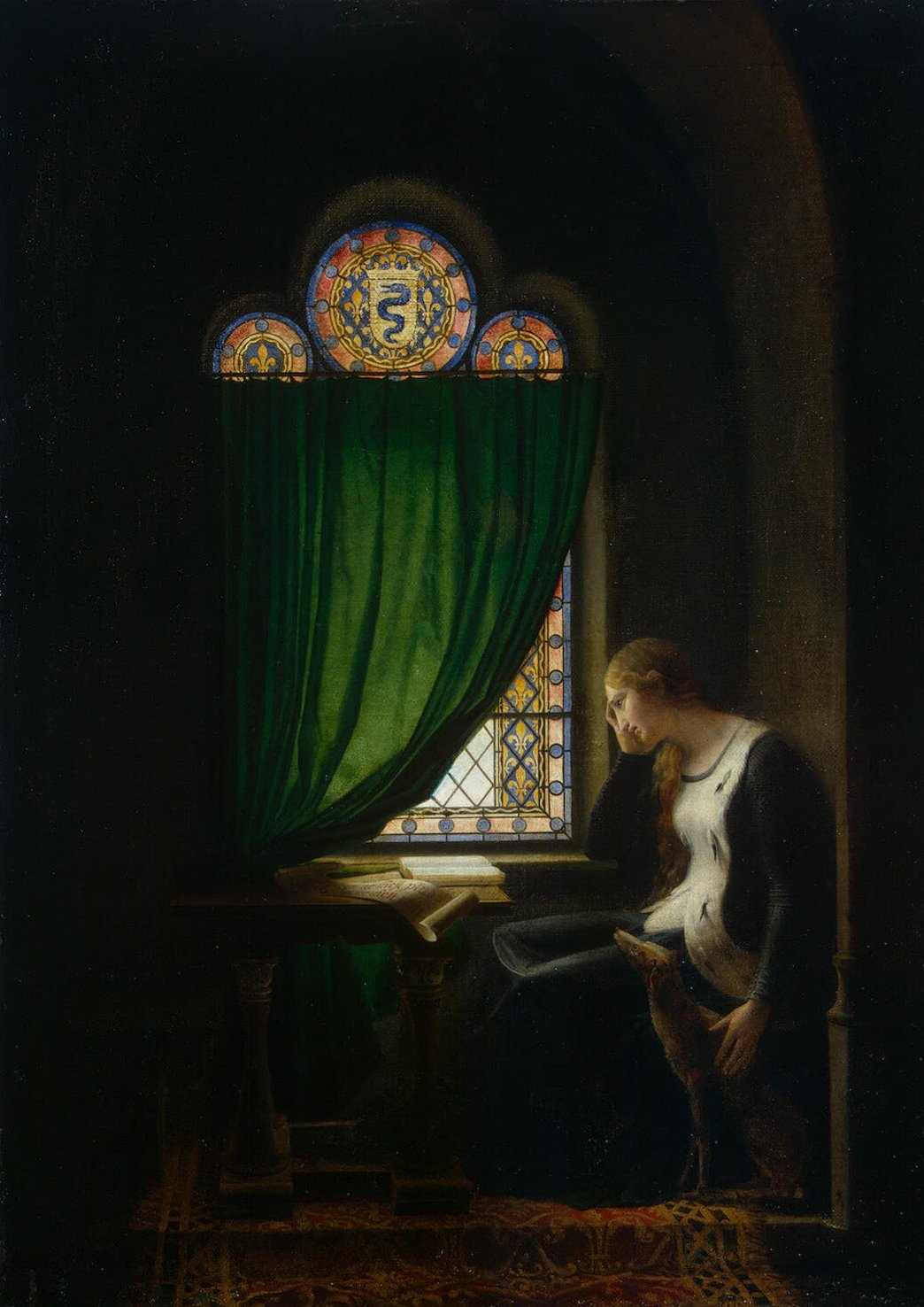
Fleury François Richard : Valentine de Milan pleurant la mort de son époux (vers 1802), musée de l'Ermitage, Saint-Pétersbourg.

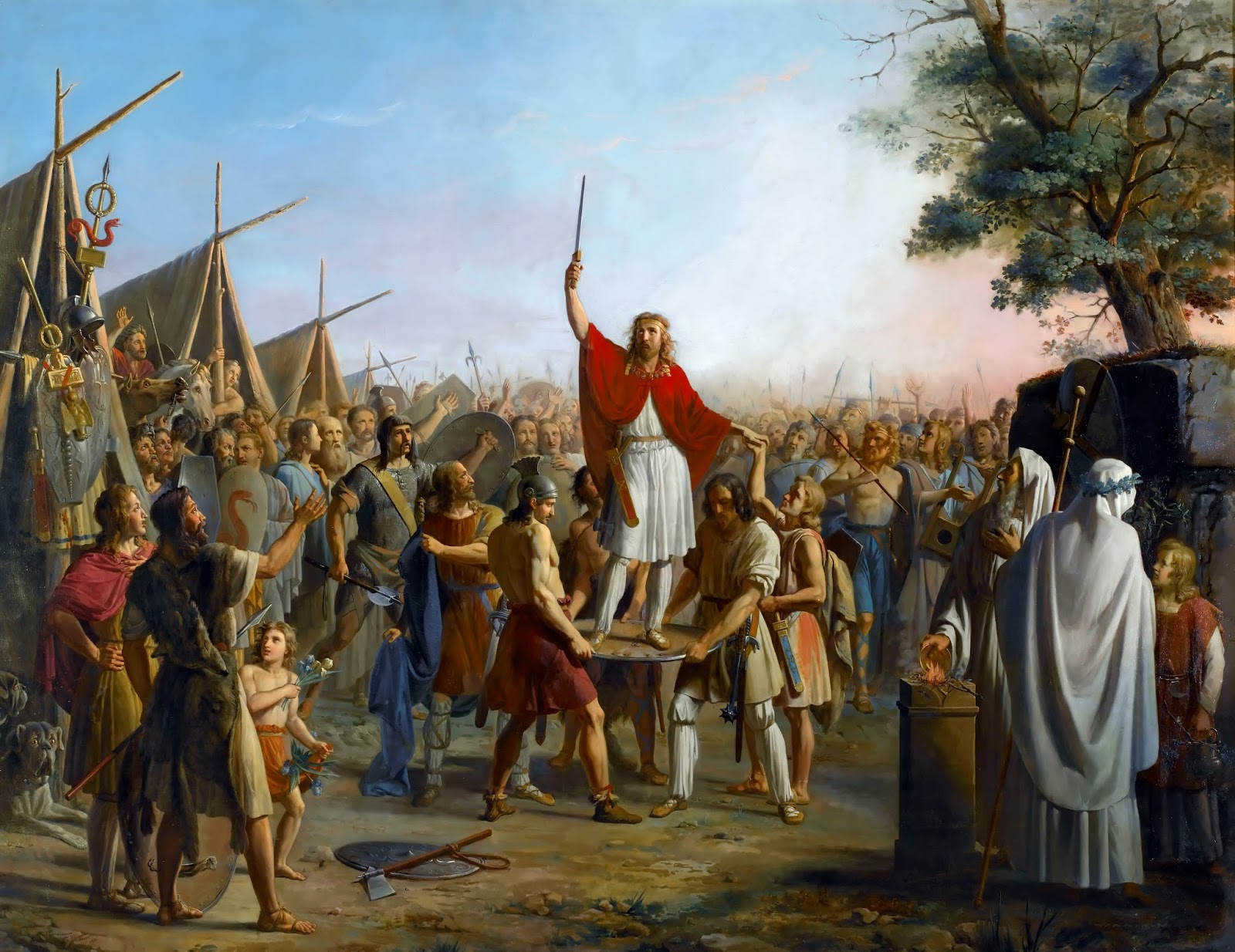
Pharamond, élevé sur le pavois par les Francs, 1845, par Pierre Révoil et Michel-Philibert Genod, château de Versailles.

### Prémices
En 1891, l'historien d'art Henry Havard (1838-1921), est, avec le recul nécessaire, l'un des premiers à analyser ce style, écrivant que « pendant la Restauration, on assista à un retour marqué vers le Moyen Âge, origine de la monarchie qui venait de reparaître ; mais à un retour enfantin, indigeste, où l'on se contentait d'apparences mal comprises, d'à-peu-près insuffisants, et qui méritait, à tous ces titres, un grotesque surnom. Mouvement intéressant à étudier, cependant, qui ne devait produire de sérieux résultats que beaucoup plus tard, bien que son origine remonte bien plus haut qu'on ne le croit ordinairement ». Soucieux de fournir à son analyse une assise historiographique, Havard cite un extrait des Souvenirs de la marquise de Créquy publiés à partir de 1834, où l'on peut lire ce jugement qui témoigne d'un temps antérieur à la Révolution française : « Il me semble qu'on est déjà rassasié des charmes de l'Antique ; le Moyen Âge a l'air de nous arriver à pas de loup […]. J'ai déjà vu des panneaux de voitures et des empreintes de cachet avec lettres gothiques… J'ai le pressentiment du gothique et je crois que nous allons retomber dans le naïf de Jean Baïf… »
Ce « pressentiment » de la marquise de Créquy (1714-1803), véritable observatrice attentive de son époque, trouve sa source en Angleterre, où le style dominant est le néo-classicisme, lequel va, au tournant des années 1750-1760, engendrer une sorte de contre-courant, dont de nombreux créateurs témoigneront.
En France, l'un des premiers signes d'agacement manifestés à l'égard de l'Antique provient du fidèle témoin critique du Salon Denis Diderot qui, en 1764, déclarait à Soufflot que « les modernes, avec leurs colonnades et leur richesse d'architecture, presque toujours prodiguée à contresens, n'ont réussi qu'à faire regretter la beauté agreste, mais raisonnée des églises gothiques ».
En France toujours, mais en 1776, préfigurant la présentation des collections de la Couronne au Louvre, le comte d'Angiviller, directeur général des Bâtiments du Roi, sur les conseils de Jean-Baptiste Marie Pierre, directeur de l’Académie royale, s’efforce de renouveler la peinture d'histoire par plusieurs commandes de séries et vastes compositions exaltant les gloires nationales depuis le Moyen Âge, sur des sujets « propres à ranimer la vertu et les sentiments patriotiques », confiées à de jeunes artistes, tels que La Mort de Du Guesclin (1777) de Nicolas Brenet.
Alors que Anne-Louis Girodet peint en 1791 Le Sommeil d'Endymion qui, tout en s'écartant délibérément de Jacques-Louis David, reste par son sujet ancré dans l'imaginaire néo-classique, il évolue dès 1808 en s'inspirant avec Atala au tombeau de Chateaubriand, lequel avait fait paraître en 1802, le Génie du Christianisme, écrit qui joua un grand rôle en faveur de cette peinture à prétention édifiante, reflet de la résurgence du sentiment chrétien dans sa dimension artistique.
Entre-temps, le Musée des monuments français remet à la mode dès 1795 le Moyen Âge, notamment lors de la profanation des tombes de la basilique Saint-Denis. En « exhumant les restes des rois, les révolutionnaires leur redonnèrent vie, si l’on ose dire ».

### Idéalisation d'un certain passé

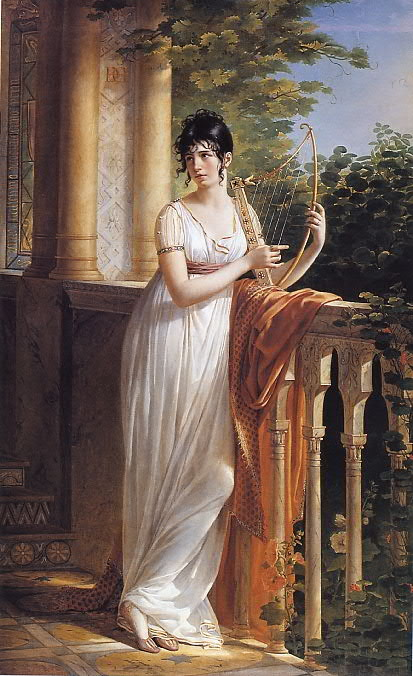
Berthon : Portrait de Madame d'Arjuzon (1801).

Artistes et écrivains rejetèrent en partie le rationalisme néo-antique de la Révolution et se tournèrent vers un passé chrétien glorieux. Les progrès de l'histoire et de l'archéologie accomplis au cours du XVIIIe siècle portent leurs fruits, mais demeurent imprécis. Paradoxalement, ces peintres attirés par un certain passé, et qu'ils idéalisent, ignorent ce qui a été appelé plus tard les primitifs de la peinture, laquelle n'est pas selon eux assez anecdotique. Napoléon avait repris comme emblème le semis d'abeilles d'or retrouvé dans la tombe du roi mérovingien Childéric Ier, et se voyait bien continuateur de la royauté française. Une sorte de reconnaissance officielle du Moyen Âge fut opérée par la cérémonie du sacre de Napoléon. Reprenant l'usage des rois de France (mais à Paris), le futur empereur tenta de reprendre à son profit les usages royaux : peut-être même dans ses manifestations miraculeuses, Bonaparte visitant les pestiférés de Jaffa d’Antoine-Jean Gros a été lue comme une version moderne des rois thaumaturges – réputés guérir de la maladie de peau nommée les écrouelles : le Premier Consul n'est pas contaminé par la peste.
Le tableau que présenta René Théodore Berthon au Salon de 1801 figure une femme, adoptant les canons du style néoclassique, mais dans un décor gothique, Portrait de Madame d'Arjuzon. Prémices du style, ce tableau reçoit maints éloges et contribue à la fortune du peintre.
Le premier tableau que l'on pourrait rétrospectivement qualifier de troubadour est présenté au Salon de 1802, sous le Consulat. C'est une œuvre de Fleury-Richard (élève de David), Valentine de Milan pleurant la mort de son époux. Le sujet du tableau serait venu à Fleury-Richard en visitant le musée des monuments français, car le tombeau de celle-ci y était exposé. Ce tableau eut un énorme succès en raison de son sujet émouvant et inédit emprunté au passé médiéval et de la précision de sa représentation : il figurait une scène gothique, mais que l'on croyait à l'époque réaliste, fidèle à ce qui avait été, et donc quasi-documentaire. David voyant le tableau se serait écrié qu'il « ne ressemble à personne, c’est aussi nouveau d’effet que de couleur ; la figure est charmante et pleine d’expression, et ce rideau vert jeté devant cette fenêtre fait une illusion complète ». La peinture de style troubadour naît ainsi dans l'atelier même de David. Elle garde le style néo-classique du maître et son souci du détail archéologique, mais ses thèmes ne reprennent plus ceux de l'Antiquité mais des sujets empruntés au Moyen Âge et à la Renaissance.

### Affirmation du style

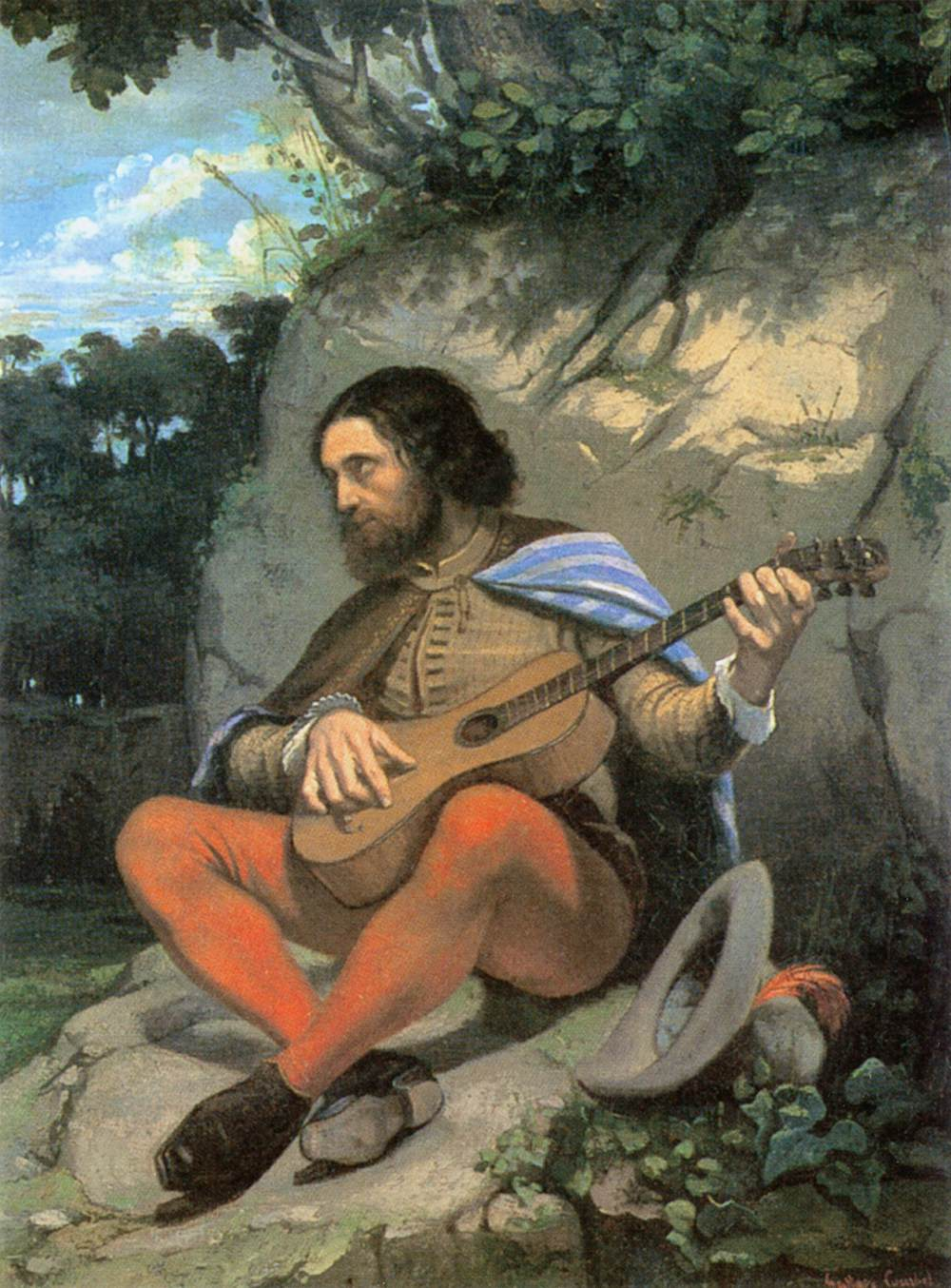
Le jeune Gustave Courbet, avec Le Guitarrero (1844) n'échappe pas à l'influence que ce style exerce sur son époque.

De nombreuses œuvres sont présentées aux Salons parisiens sous l'Empire (1804-1814) puis la Restauration (1814 -1830), par des artistes qui adhèrent à ce mouvement, tels que Rosalie Caron, Pierre Révoil, Pierre-Nolasque Bergeret, Alexandre-Évariste Fragonard, Pauline Auzou, Henriette Lorimier, Eugénie Servières ou Ingres, notamment avec les diverses versions de son Paolo et Francesca à partir de 1814. D'importantes personnalités, comme l'impératrice Joséphine, ses enfants, la reine Hortense et le prince Eugène, ou plus tard la duchesse de Berry, belle-fille du roi Charles X, soutiennent fortement par leurs achats cette nouvelle peinture.
Le tableau d'Alexandre-Évariste Fragonard représentant François Premier reçu chevalier par Bayard (Salon de 1819) doit être lu non comme une redécouverte d'un passé médiéval mais plutôt comme un souvenir d'une tradition monarchique récente, et regardé comme un élément constitutif du mythe national amorçant sa reconstruction, après l'effondrement politique de la France en 1815.
Les artistes de la génération suivante, Théodore Géricault, Eugène Delacroix, ou encore Eugène Devéria et Antoine-Jean Gros, donneront à la peinture romantique française sa plus grande notoriété, tandis que Paul Delaroche devient le porte-drapeau d'un certain académisme coincé dans l'idéalisation du passé à prétention vériste. Portée par les écrits à succès de Victor Hugo et d'Alexandre Dumas qui puisent dans le passé leurs motifs, cette peinture s'essouffla peu avant la Révolution de 1848, laquelle en sonna le glas.

### Quelques tableaux célèbres
- Jacques de Molay, grand maître des Templiers de Fleury François Richard, Salon de 1806, acquis à la suite du Salon pour l’Impératrice Joséphine et par héritage à la Reine Hortense, Château de Malmaison.
- Le Tournoi de Pierre Révoil, 1812, musée des beaux-arts de Lyon.
- Le Tasse lisant des vers à Eléonore d'Este de Jean-Louis Ducis, 1812, ancienne collection de l’impératrice Joséphine, Arenenberg, Napoleonmuseum.
- Paolo et Francesca d'Ingres, versions de 1814 à 1819, la plus aboutie est au musée des beaux-arts d'Angers.
- La Convalescence de Bayard de Pierre Révoil, 1817, Paris, musée du Louvre.
- La mort de Léonard de Vinci d'Ingres, 1818, Paris, Musée du Petit-Palais.
- Bianca Cappello et son amant fuyant vers Florence à travers les Apennins de Jean-Louis Ducis, 1824, Cherbourg-Octeville, musée Thomas-Henry.
- Cromwell au château de Windsor d'Eugène Delacroix, 1828, Hambourg, Galerie Hans.
- Les Enfants d'Édouard de Paul Delaroche, 1830, musée du Louvre.
- Gutenberg inventant l'imprimerie par Jean-Antoine Laurent, 1831, musée de Grenoble.
- Cromwell regardant le cadavre de Charles Ier de Paul Delaroche, 1831, musée des beaux-arts de Nîmes.
- Le Baiser de Francesco Hayez, 1859, Pinacothèque de Brera.